# Andriandahifotsi
Andriandahifotsi (ur. 1610, zm. 1685) biały władca – syn vel siostrzeniec legendarnego założyciela państwa Sakalawa na Madagaskarze, Andriamisara, po którym objął władzę. Andriandahifotsi znany jest z relacji Flacourta. Przypuszczalnie wywodził się z rządzącej na południu wyspy dynastii Maroserana, która wzięła swój początek od Anosi. Istnieje również pogląd, że przodkowie władcy pochodzili od Arabów.

## Życiorys
Za swojego panowania Andriandahifotsi prowadził ekspansję terytorialną. Podbił Antandro, podporządkował Sakoambe poprzez zawarcie małżeństwa dynastycznego. Maroserana, Antanandro i Sakoambe dały początek Sakalawa. Podbił obszary na północ po Manambolo, na wschód – po Midongy. Ekspansja zakończyła się sukcesem dzięki użyciu broni palnej. Obszary, zajęte przez Sakalawa, określano mianem Menabe. Po rozszerzeniu terytorium Sakalawa Andriandahifotsi przeniósł stolice z Bengi, położonej nad rzeką Sakalawa (dopływ Mangoki, do Maneva w pobliżu Mahabo. Zawarł sojusz z Masikoro.
Według tradycji Andriandahifotsi przypisuje się wprowadzenie zwyczajów i instytucji, istniejących aż do upadku państwa Sakalawa. Wprowadził między innymi boski charakter władcy, kult szczątków zmarłych władców, wprowadził pośmiertne imiona, zaczynające się od Andria i kończące się -arivo, podzielił podbite tereny, które przypominały europejskie feudalne lenna. Lenna były nadawane książętom z rodziny panującej, podzielonym na Volamena (Zafinimena vel Zafimbolamena – „potomkowie złota”, synowie pierwszej żony, która pochodziła z kasty królewskiej) i Volafotsi (Zafinifotsi vel Zafimbolafotsi – „potomkowie srebra”, synowie innych żon panującego).
Po śmierci Andriandahifotsi w Menabe doszło do walk o sukcesję. Następcą Andriandahifotsi został Trimanongarivo.